# تریچیلیا
تریچیلیا (نام علمی: Trichilia) نام یک سرده از تیره زیتون‌تلخیان است.